# Aprendizaje organizacional
El término aprendizaje organizacional comenzó a utilizarse a partir de 1965 con la publicación de V.E. Cangelosi y W.R. Dill titulado "Organizational learning observations: Towards a theory". Desde entonces, la popularidad del término ha crecido dramáticamente y no existe una definición consensuada del mismo.   
Se define al aprendizaje organizacional como el proceso de crear, retener y transferir y utilizar el conocimiento dentro de una organización. Una organización puede crear su propio conocimiento, o puede adquirir conocimiento existente que resulta útil para sus metas. Hay distintas maneras por las cuales una organización puede crear conocimiento. Nonoka distingue cuatro procesos: socialización, combinación, externalización e internalización. Socialización es el proceso de convertir el conocimiento tácito en nuevo conocimiento tácito a través de las interacciones sociales y las experiencias compartidas. Combinación es la creación de nuevo conocimiento explícito combinando, categorizando y sintetizando el conocimiento explícito, mientras que internalización es crear nuevo conocimiento tácito a partir del conocimiento explícito.  
La forma más común de medir el aprendizaje organizacional es una curva de aprendizaje. Las curvas de aprendizaje son una relación que muestra cómo una organización produce más de un producto o servicio, aumenta su productividad, eficiencia, fiabilidad y/o calidad de producción con rendimientos decrecientes. Las curvas de aprendizaje varían debido a las tasas de aprendizaje organizacional. Las tasas de aprendizaje organizacional se ven afectadas por la competencia individual, mejoras en la tecnología de una organización y mejoras en las estructuras, rutinas y métodos de coordinación.
El objetivo del aprendizaje organizacional es que las organizaciones humanas mejoren la efectividad de su acción colectiva, revisa constantemente la organización y, por lo tanto, la hace más receptiva y eficiente. 

## Pertinencia
El aprendizaje organizacional ocurre como una función de la experiencia dentro de una organización y permite a la organización mantenerse competitiva en un entorno en constante cambio. El aprendizaje organizacional es una mejora de procesos que puede aumentar la eficiencia, la precisión y los beneficios. Un ejemplo real de aprendizaje organizacional es cómo una nueva tienda de pizzas reducirá el costo por pizza mientras aumenta su producción acumulada de pizzas. A medida que el personal produce más pizza; empiezan a elaborarla con mayor rapidez, el personal aprende a trabajar de forma conjunta, y el equipo se coloca en el lugar más eficiente que conduce a disminuir los costos de producción. Un ejemplo de una forma más formal de dar seguimiento y apoyar el aprendizaje organizacional es una agenda de aprendizaje.
El aprendizaje organizacional es un aspecto de las organizaciones y un subcampo de los estudios organizacionales. Como aspecto de una organización, el aprendizaje organizacional es el proceso de crear, retener, transferir y utilizar conocimiento. La creación de conocimientos, la retención de conocimientos y la transferencia de conocimientos se pueden considerar como procesos adaptativos que son funciones de la experiencia. La experiencia es el conocimiento que contribuye a la comprensión procesal de un sujeto a través de la implicación o exposición. La investigación dentro del aprendizaje organizacional se aplica específicamente a los atributos y comportamiento de este conocimiento y cómo puede producir cambios en la cognición, rutinas y comportamientos de una organización y sus individuos.
Los individuos son considerados predominantemente como los mecanismos funcionales para el aprendizaje organizacional mediante la creación de conocimiento a través de la experiencia. Sin embargo, el conocimiento de los individuos sólo facilita el aprendizaje dentro de la organización en su totalidad si se transfiere. Los individuos pueden retener su conocimiento o salir de la organización. El conocimiento que está institucionalizado en la organización, puede ser preservado. Las organizaciones disponen de otros mecanismos para conservar el conocimiento, más allá de simplemente retener a los individuos. Por ejemplo, pueden utilizar repositorios de conocimientos, herramientas de comunicación, agendas de aprendizajes, rutinas, redes y sistemas de memoria transactiva.
Como un subcampo, el aprendizaje organizacional es el estudio de la experiencia, el conocimiento y los efectos del conocimiento dentro de un contexto organizacional. El estudio del aprendizaje organizacional contribuye directamente a la ciencia aplicada de la gestión del conocimiento (GC) y al concepto de la organización de aprendizaje. El aprendizaje organizacional está relacionado con los estudios de teoría organizacional, comunicación organizacional, comportamiento organizacional, psicología organizacional y desarrollo organizacional. El aprendizaje organizacional ha recibido contribuciones de los campos de la psicología educativa, la sociología, la economía, la antropología, la ciencia política y la ciencia de gestión.